# Maker of Men
Pour plus de détails, voir Fiche technique et Distribution.
Maker of Men est un film américain réalisé par Edward Sedgwick et sorti en 1931.

## Synopsis
Dudley est un entraîneur sportif exigeant, qui a pour objectif de former le caractère de ses joueurs et de les transformer en hommes. Malheureusement, son fils Bob déteste le sport et participe uniquement parce qu'il y est obligé. Il laisse tomber son équipe et finit par être rejeté par son père, sa petite amie et ses camarades. Il rejoint alors une équipe rivale avec comme objectif de battre l'équipe de son père.

## Fiche technique
- Réalisation : Edward Sedgwick
- Scénario : Edward Sedgwick, Howard J. Green
- Production : Columbia Pictures
- Photographie : Lewis William O'Connell
- Montage : Gene Milford
- Durée : 71 minutes
- Date de sortie : 
  - États-Unis : 18 décembre 1931

## Distribution
- Jack Holt : Coach Dudley
- Richard Cromwell : Bob Dudley
- Joan Marsh : Dorothy
- John Wayne : Dusty Rhodes
- Natalie Moorhead : Mrs. Rhodes
- Richard Tucker : Mr. Rhodes
- Walter Catlett : McNeil
- Ethel Wales : tante Martha
- LeRoy Mason : Chick
- Paul Hurst : Gabby